# ايرين هيثرتون
إيرين هيذر بوبلي (بالإنجليزية: Erin Heatherton)‏(مواليد 4 مارس 1989)، والمعروفة مهنيًا باسم إيرين هيثرتون، هي عارضة أزياء أمريكية سابقة. كانت ملاك فيكتوريا سيكريت من عام 2010 إلى عام 2013.

## روابط خارجية
- ايرين هيثرتون على موقع IMDb (الإنجليزية)
- ايرين هيثرتون على موقع قاعدة بيانات الفيلم (الإنجليزية)
- ايرين هيثرتون على موقع دليل عارضات الأزياء (الإنجليزية)